# Hryniewiczy
Hryniewiczy (biał. Грыневічы; ros. Гриневичи, Griniewiczi) – wieś na Białorusi, w obwodzie mińskim, w rejonie łohojskim, w sielsowiecie Krajsk, nad Krajszczanką. W 2019 roku liczyła 32 mieszkańców.